# Le Lutin du Bois aux Roches
Le Lutin du Bois aux Roches est la troisième histoire de la série Johan et Pirlouit de Peyo. Elle est publiée pour la première fois du no 845 au no 858 du journal Spirou. Puis est publiée sous forme d'album en 1956. C'est la première histoire de la série dans laquelle Pirlouit apparaît. Elle reste cependant présentée comme « Une aventure de Johan » puisque Pirlouit n'était pas au départ prévu pour réapparaître dans la série ; c'est sa popularité auprès des lecteurs de « Spirou », et son potentiel pour compléter le personnage de Johan et donner une dimension fantaisiste à la série, qui a amené Peyo à le développer dans les épisodes suivants.

## Univers

### Synopsis
Johan aperçoit François le bûcheron, déprimé à cause d'un certain Pirlouit, qu'il pense être un lutin ou un démon, qui depuis quelque temps hante le Bois aux Roches, qui terrifie les habitants de la région et vole leurs provisions. En revenant au château, le roi demande à Johan de préparer l'arrivée de la princesse Anne, sa nièce, et d'en savoir un peu plus sur ce Pirlouit. Le lendemain Johan se met à la recherche de ce dernier dans le Bois aux Roches, arrivant au milieu d'une clairière pour se restaurer, il se fait dérober son poulet par Pirlouit à qui il comptait tendre un piège en l’appâtant avec celui-ci. S'ensuit alors une course à travers les bois, Johan poursuivant Pirlouit et finissant par l'attraper. Se voyant pris, il appelle alors à son secours sa fidèle chèvre Biquette, qui finira elle aussi assommée contre un arbre. Après avoir discuté avec lui, Pirlouit se rend compte que Johan n'est pas méchant, et lui offre son amitié. Johan propose à Pirlouit de demander au roi de faire de lui son bouffon. Cependant, à son retour au château, alors que Johan s'apprête à en parler au roi, un serviteur annonce que la princesse Anne a été enlevée. Philibert et Angelot, deux traîtres à la solde de Girard, le sinistre seigneur de Waltriquet, qui faisaient partie de l'escorte ayant soi-disant réchappé à l'embuscade, accusent Pirlouit d'avoir commis ce forfait. Le roi met donc la tête de Pirlouit à prix. Johan parvient à prévenir Pirlouit qui affirme être innocent. Selon lui, les deux gardes font en fait partie des agresseurs. Pour se disculper, il n'a d'autre moyen que de découvrir, avec l'aide de Johan, les vrais coupables. Les deux camarades découvrent ainsi que Girard et Guillaume de Basenhau sont derrière l'enlèvement de la princesse Anne dans le but de destituer le roi. Pirlouit informe aussitôt ce dernier de la trahison de Piéfroy. Celui-ci parviendra à libérer la princesse et mettre fin aux agissements de Waltriquet et de Guillaume.

### Personnages
- Johan
- Pirlouit
- François le bûcheron : premier personnage à évoquer les farces de Pirlouit, ce qui lance l'intrigue.
- Le roi n'est jamais nommé dans les albums, il est présenté comme un souverain bienveillant, peu impliqué par la politique et soucieux de son confort.
- la princesse Anne : c'est le Mc Guffin de l'intrigue, sa libération entraîne les héros dans l'aventure.
- Angelot et Philibert : deux soldats prétendant appartenir à l'escorte de la princesse. En réalité des traîtres qui doivent détourner les soupçons vers Pirlouit.
- Girard de Waltriquet : l'antagoniste principal du récit, il tend un piège machiavélique pour capturer le roi.
- le chevalier Piéfroy : chevalier félon qui trahit le roi au profit de Waltriquet.
- Guillaume de Basenhau : l'ancien conseiller du Seigneur de Basenhau (1er album) a trouvé en Girard un nouveau maître. Il est probablement l'instigateur du complot.
- le geôlier de Waltriquet : ce personnage non nommé se distingue par son impressionnante constitution et représente un obstacle supplémentaire.